# Heterosmilax
Heterosmilax é um género botânico pertencente à família Smilacaceae.
1. ↑  «Heterosmilax — World Flora Online». www.worldfloraonline.org. Consultado em 19 de agosto de 2020